# Борвинок
Борвинок — хутор в Новокубанском районе Краснодарского края.
Входит в состав Ковалевского сельского поселения.

## География

### Улицы
- ул. Железнодорожная,
- ул. Зелёная,
- ул. Кооперативная,
- ул. Крайняя,
- ул. Степная,
- ул. Шевченко.

## Население
| 2002 | 2010 |
| ---- | ---- |
| 130  | ↘108 |